# Hydropsyche seramensis
Hydropsyche seramensis is een schietmot uit de familie Hydropsychidae. De soort komt voor in het Australaziatisch gebied.